# Andreas Morell
Andreas Morell (* 1958 in Köln) ist ein deutscher Regisseur und Autor.

## Leben
Andreas Morell wurde in Köln geboren. Er wuchs in Stuttgart und auf der Insel Juist auf. Nach der Schule begann er 1979 ein Studium an der Hochschule für Fernsehen und Film in München, das er 1985 erfolgreich beendete. Im Jahre 1984 legte er ein Auslandssemester am Royal College of Art ein. Kurz vor Abschluss seines Studiums begann Morell als Regieassistent an der Oper zu arbeiten, u. a. bei den Regisseuren Peter Werhahn (L`Elisir d`Amore von Gaetano Donizetti am Theater Bielefeld und Lucio Silla von Johann Christian Bach am Theater Ulm) und Peter Mussbach (Drei Einakter von Schönberg an der Staatsoper Hamburg, Die Entführung aus dem Serail am Staatstheater Kassel, Die Zauberflöte am Goethe-Institut Buenos Aires).
Seit 1986 dreht Andreas Morell sowohl Spiel- und Dokumentarfilme als auch Fernsehserien, 1995 begann er zusätzlich mit eigenen Theater- und Operninszenierungen. Außerdem hat er über 300 Fernseh-Aufzeichnungen gemacht von Theater-, Tanz- und Opernvorstellungen sowie klassischen Konzerten.

## Filmografie

### Kinofilme/Fernsehspiele/Doku-Dramen
- 1995: Hexenfeuer (ARD/3sat, Verfilmung des Theaterstücks Nacht oder Tag oder jetzt in Zusammenarbeit mit Ensemble-Mitgliedern des Regionaltheaters Lindenhof, Drehbuch: Uwe Zellmer und Bernhard Hurm, Kamera: Ottmar Schnepp)
- 2008: Feuer in der Nacht (ZDF) (Sub-Regie mit Kai Wessel)
- 2008: Unschuld (ZDF/ARTE, Drehbuch: Kai Hafemeister, frei nach Arthur Schnitzlers „Reigen“, Kamera: Felix Cramer, Schnitt: Dirk Schreier)
- 2008: Die dunkle Seite des Mondes: Giacomo Puccini (ZDF/3sat/SF, Kamera: Tobias Albrecht, Schnitt: Uli Peschke)
- 2009: Lenz (ZDF/3sat, Drehbuch: Thomas Wendrich, frei nach Georg Büchners „Lenz“, Kamera: Florian Foest, Schnitt: Carsten Piefke)
- 2015: Platonow (ZDF/3sat, Drehbuch: Katrin Warnstedt, frei nach Anton Tschechows „Platonow“, Kamera: Felix Cramer, Schnitt: Melanie Schütze)
- 2016: Liebesrausch (ZDF, Drehbuch: Arne Laser, Kamera: Simon Schmejkal, Schnitt: Uli Schön)
- 2019: Clara Schumann (MDR/arte/accentus music, Buch & Regie mit Magdalena Zieba-Schwind, Kamera: Nikolai Sevke und Michael Boomers, Schnitt: Dirk Seliger)
- 2019: Carlo Gesualdo (WDR/arte/3B Produktion, Kamera: Nikolai Sevke, Schnitt: Nina Mühlenkamp)

### Fernsehserien und -reihen
- 1991: Tatort: Die chinesische Methode (Co-Autor; zusammen mit Volker Maria Arend)
- 1998–2006: Gute Zeiten, schlechte Zeiten
- 1999: Mallorca – Suche nach dem Paradies
- 2005–2006: Sophie – Braut wider Willen
- 2005/2006: Verliebt in Berlin
- 2005: St. Angela
- 2006: Schmetterlinge im Bauch
- 2008/2009: Alles was zählt
- 2009–2012 Allein gegen die Zeit
- 2010/2012: Tiere bis unters Dach
- 2013/2014: SOKO Leipzig (4 Folgen, Kamera: Friederike Hess)
- 2014: Heldt (4 Folgen)
- 2015/2016: SOKO Leipzig (7 Folgen, Kamera: Friederike Hess und Anton Klima)
- 2016: Der Alte (2 Folgen)

### Dokumentarfilme
- 1998: Penderecki: ein Portrait (ZDF, Kamera: Matthew Davison)
- 2001: Nino Rota – Un Maestro della Musica (ZDF/3sat, Kamera: Tobias Albrecht, Schnitt: Cetin Tutak)
- 2003: Taoism in a Bowl of Water – Tan Dun (ZDF/3sat, Kamera: Tobias Albrecht, Schnitt: Cetin Tutak)
- 2005: Richard Wagner und die Frauen (BR/NDR/SF/WDR, Kamera: Hans Jacobi und Tobias Albrecht, Schnitt: Cetin Tutak)
- 2006: Zart besaitet: die jungen Geigerinnen (ZDF/3sat, Kamera: Tobias Albrecht, Schnitt: Uli Peschke)
- 2007: Fischer & Friends: Julia Fischer. Ein Portrait (ZDF/3sat, Kamera: Tobias Albrecht, Schnitt: Uli Peschke)
- 2007: Boris Eifman: ein Portrait (ZDF, Kamera: Tobias Albrecht)
- 2008: Der Prinz aus Armenien: Koryun Asatryan. Ein Portrait (ZDF/3sat, Kamera: Tobias Albrecht)
- 2008: Lisa Batiashvili: ein Portrait (ZDF/3sat, Kamera: Tobias Albrecht und Felix Cramer)
- 2009: … und es wird Klang – Jörg Widmann (ZDF/3sat, Kamera: Tobias Albrecht, Schnitt: Uli Peschke)
- 2010: Tzimon Barto: Mein Chopin (ZDF/3sat, Kamera: Tobias Albrecht, Schnitt: Uli Peschke)
- 2011: Igor Levit: Mein Liszt (ZDF/3sat, Kamera: Tobias Albrecht)
- 2012: Friedhof der Illegalen (WDR, Kamera: Matthew Davison, Schnitt: Melanie Schütze)
- 2013: Die Fabelwelten der Anna Prohaska (RBB/ARTE, Kamera: Thomas Frischhut, Schnitt: Nina Mühlenkamp)
- 2014: Swing Stories (WDR/ARTE, Kamera: Thomas Frischhut, Schnitt: Nina Mühlenkamp)
- 2017: Aus der Stille in die Musik: Christoph Eschenbach (NDR/ARTE, Kamera: Thomas Frischhut, Schnitt: Nina Mühlenkamp)
- 2018: Der Musiker und sein Instrument: Piotr Anderszewski (NDR/arte, Kamera: Nikolai Sevke, Schnitt: Nina Mühlenkamp)
- 2018: Soul Chain (ZDF/3sat, Kamera: Thomas Frischhut, Schnitt: Nina Mühlenkamp)
- 2019: Der Musiker und sein Instrument: Sabine Meyer (NDR/arte, Kamera: Nikolai Sevke, Schnitt: Nina Mühlenkamp)
- 2020: Lang Lang - The Goldberg Variations: Finding the Inner Voice (3sat/ZDF, Kamera: Thomas Frischhut, Schnitt: Nina Mühlenkamp)
- 2020: Antipoden: Maria Callas vs Renata Tebaldi (3sat/ZDF, Kamera: Chris Valentin, Schnitt: Nina Mühlenkamp)
- 2020: Alpensinfonie. DSO / Robin Ticciati. (EuroArts/DSO, Kamera: Martin Baer, Maik Behres, Beatrice Albrecht, Licht: Mario Klapper & Frederic Walke-Walker, Schnitt: Uli Peschke)
- 2021: Sechs Konzerte für die Ewigkeit (NDR/arte, Kamera: Michael Boomers und Thomas Frischhut, Schnitt: Uli Peschke)
- 2022: Der Musiker und sein Instrument: Jean Rondeau und das Cembalo (NDR/arte, Kamera: Nikolai Sevke, Jérôme Colin, Cedric Retzmann, Schnitt: Nina Mühlenkamp)

## Theaterinszenierungen
- Meiningen (Meininger Staatstheater), Der Sturm (von William Shakespeare)
- Warschau (Teatr Wielki), Amentet Ka (von Nadja Michael) – Co-Regie & Lichtdesign
- Maskat (Royal Opera of Mascat), Andalusian Nights (von Hiba Al Kawas)
- Potsdam (Hans-Otto-Theater), Trenck (von Bruno Frank)
- London (Almeida Theatre), Dokumentation I (von Helmut Oehring)
- Berlin (Prater, Volksbühne), Frankenstein (von Wolfgang Deichsel)
- Melchingen (Theater Lindenhof), Dancing at Lughnasa (von Brian Friel)
- Putbus und Bayreuth (Opernfestival), Adina (von Rossini)
- Weimar (Kunstfest Weimar), Nieder mit Goethe (von Hans Magnus Enzensberger)
- Halle (Theater Halle), Luther (von Christoph Hein und Oscar Strasnoy)
- Wien (Theater an der Wien), Orlando (von Nadja Michael) - Ablaufregie

## Preise & Nominierungen
- 1988: Premiere / Gewinn: Deutscher Filmpreis in Silber, Kurzfilm (mit Egon Haase)
- 1996: Of only we all played Cricket / Gewinn: IVCA Grand Prix & Gold Award, Education
- 1997: Leben ein Tanz – Dancing at Lughnasa / Nominierungsliste Berliner Theatertreffen
- 1997: Dokumentartion I / Gewinn: Prudential Award (shared) for Best Opera Season
- 2003: I want to fly / Gewinn: “Grand Prix de Dance”, Belgrad Dance Film Festival
- 2004: Taoism in a Bowl of Water / Gewinn: Premio Asolo, “Best Music Portrait”[1]
- 2005: Nino Rota – Un Maestro della Musica / Gewinn: Roma Music Doc Fest, “Best Film Music”
- 2005: Taoism in a Bowl of Water / Gewinn: Sete Award FIFA Montreal “Meilleur Portrait”[2]
- 2008: Abenteuer Klassik / Gewinn: Preis des Deutschen Musikrats
- 2010: Allein gegen die Zeit, Teil I / Gewinn: Prix Jeunesse, Goldener Spatz, Weißer Elefant 2010. Nominierungen: International Emmy 2011, Jupiter, Deutscher Fernsehpreis, Banff World Television Award, Deutscher Kamerapreis (Felix Cramer)
- 2011: Tiere bis unters Dach, Episode: Der Wolf / Gewinn: Chicago International Children’s Film Festival, Nominierung: Weißer Elefant 2011
- 2012: Allein gegen die Zeit, Saison 2 / Gewinn: Deutscher Kamerapreis (Simon Schmeikal, Wolf Siegelmann)
- 2013: C(h)oeurs / Gewinn: DANCE SCREEN Award 2013, Best live performance Relay / Nominierung: FIPA Award Biarritz[3]
- 2013: Civis Medienpreis für Die Story: Friedhof der Illegalen[4] (WDR / Die Story)
- 2017: VIFF - Vienna Independent Film Festival, Best Feature Film, Best Actress Franziska Petri, Best Cinematography Felix Cramer für „Platonov“ (Platonow)
- 2019: Nominierung: Civis Medienpreis für „Judenhass in Europa“ (WDR / Die Story)